# هواپیمایی الجزایر

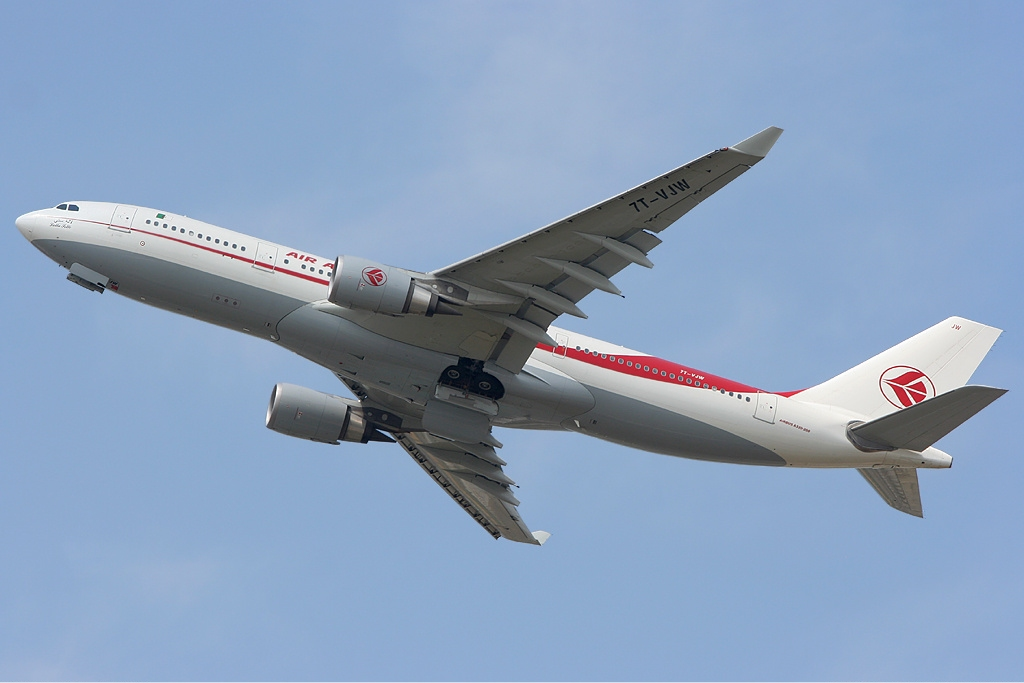
هواپیمای ایرباس ای۳۳۰ متعلق به هواپیمایی الجزایر

هواپیمایی الجزایر، (به عربی: الخطوط الجوية الجزائرية) شرکت هواپیمایی حامل پرچم الجزایر است، که در سال ۱۹۴۷ توسط دولت الجزایر راه‌اندازی شد و در حال حاضر روزانه به ۶۸ مقصد، در اروپا، آمریکای شمالی، آفریقا، آسیا و خاورمیانه پروازهای مستقیم دارد.
دفتر مرکزی این شرکت در شهر الجزیره، الجزایر قرار دارد و فرودگاه هواری بومدین و فرودگاه اس سینیا وهران، قطب‌های این شرکت هواپیمایی به‌شمار می‌آیند. شرکت هواپیمایی الجزایر در حال حاضر در ناوگان هوایی خود، دارای ۴۳ فروند هواپیمای جت مسافربری می‌باشد.

## حوادث
۲۴ ژوییه ۲۰۱۴ - پرواز شماره ۵۰۱۷ هواپیمایی الجزایر که از واگادوگو، پایتخت بورکینافاسو راهی الجزیره، پایتخت الجزایر بود، ۵۰ دقیقه پس از برخاستن از زمین در مالی دچار حادثه شد که به مرگ همه ۱۱۶ سرنشین آن انجامید.